# Discografie van Yssi SB
Hieronder volgt de discografie van de Nederlandse rapper Yssi SB, met name zijn albums en zijn nummers met een notering in een hitlijst. 

## Albums
| Album                          | Verschijnen      | Label         | Hitlijsten | Hitlijsten | Hitlijsten | Hitlijsten | Opmerkingen                     |
| Album                          | Verschijnen      | Label         | BE (VL)    | BE (VL)    | NL         | NL         | Opmerkingen                     |
| Album                          | Verschijnen      | Label         | Piek       | Weken      | Piek       | Weken      | Opmerkingen                     |
| ------------------------------ | ---------------- | ------------- | ---------- | ---------- | ---------- | ---------- | ------------------------------- |
| Nooit gedacht                  | 11 december 2020 | Quatro Vision | 56         | 6          | 11         | 9          | Studioalbum / Goud in Nederland |
| Wat jij wil (met Jordan Knows) | 3 maart 2023     | Quatro Vision | —          | —          | 35         | 2          | Studioalbum                     |

## Nummers met notering(en) in een hitlijst
| Lied                                                                                         | Verschijnen                                   | Album                                             | Hitlijsten | Hitlijsten | Hitlijsten  | Hitlijsten  | Hitlijsten   | Hitlijsten   | Opmerkingen                                     |
| Lied                                                                                         | Verschijnen                                   | Album                                             | BE (VL)    | BE (VL)    | NL (Top 40) | NL (Top 40) | NL (Top 100) | NL (Top 100) | Opmerkingen                                     |
| Lied                                                                                         | Verschijnen                                   | Album                                             | Piek       | Weken      | Piek        | Weken       | Piek         | Weken        | Opmerkingen                                     |
| -------------------------------------------------------------------------------------------- | --------------------------------------------- | ------------------------------------------------- | ---------- | ---------- | ----------- | ----------- | ------------ | ------------ | ----------------------------------------------- |
| Paper zien / Paper zien (remix) (remix met D-Double, Henkie T, Jack, Sevn Alias en Josylvio) | 17 juni 2020 (origineel) 25 juni 2020 (remix) | Nooit gedacht                                     | tip19      | —          | tip3        | —           | 5            | 30           |                                                 |
| Shawty is a freak (met Henkie T, Bryan Mg en Frnkie)                                         | 24 juli 2020                                  | Netwerk (van Henkie T)                            | —          | —          | tip8        | —           | 23           | 9            | Goud in Nederland                               |
| In die life                                                                                  | 7 augustus 2020                               | Nooit gedacht                                     | tip        | —          | —           | —           | 24           | 13           | Goud in Nederland                               |
| Scooter (met Qlas & Blacka, Ashafar en ADF Samski)                                           | 23 oktober 2020                               | Nooit gedacht                                     | tip3       | —          | tip1        | —           | 1 (2 wkn)    | 13           | Goud in Nederland                               |
| Hoody (met Frenna)                                                                           | 11 december 2020                              | Nooit gedacht                                     | —          | —          | —           | —           | 84           | 1            |                                                 |
| Cash machine (met Josylvio)                                                                  | 15 januari 2021                               | Abu Omar (van Josylvio)                           | tip        | —          | —           | —           | 29           | 2            |                                                 |
| Slide (met 3robi)                                                                            | 2 juli 2021                                   | —                                                 | —          | —          | —           | —           | 51           | 2            |                                                 |
| Uhuh (met $hirak, Ronnie Flex en Lil' Kleine)                                                | 13 augustus 2021                              | Talou (van $hirak) Altijd samen (van Ronnie Flex) | 25         | 13         | 11          | 9           | 1 (2 wkn)    | 28           | Dubbelplatina in Nederland en platina in België |
| Ik heb je (met Idaly en Henkie T)                                                            | 1 oktober 2021                                | Betty (van Idaly)                                 | —          | —          | —           | —           | 38           | 4            | Goud in Nederland                               |
| Havana (met Avedon en Henkie T)                                                              | 7 januari 2022                                | —                                                 | —          | —          | —           | —           | 94           | 1            |                                                 |
| Miss u (met D-Double en Henkie T)                                                            | 21 juli 2022                                  | Capo di tutti (van D-Double)                      | —          | —          | —           | —           | 69           | 1            |                                                 |
| 10 racks (met Esko, Jack en Josylvio)                                                        | 26 augustus 2022                              | —                                                 | —          | —          | —           | —           | 55           | 1            |                                                 |
| Monogram (met Henkie T, Elliven en Seek)                                                     | 4 november 2022                               | —                                                 | —          | —          | —           | —           | 80           | 1            |                                                 |
| Bankoe bitches (met Cristian D, Lusho en $hirak)                                             | 12 mei 2023                                   | —                                                 | —          | —          | —           | —           | 65           | 3            |                                                 |
| Bijstand (freestyle)                                                                         | 13 oktober 2023                               | —                                                 | —          | —          | —           | —           | 97           | 1            |                                                 |
| Het kost wat (met LA$$A en Frsh)                                                             | 22 oktober 2023                               | —                                                 | —          | —          | —           | —           | 69           | 1            |                                                 |
| Bankoe bitches (met Cristian D, Lusho en $hirak)                                             | 12 mei 2023                                   | —                                                 | —          | —          | —           | —           | 65           | 3            |                                                 |
| Beetje fout (met Architrackz)                                                                | 22 maart 2024                                 | —                                                 | —          | —          | —           | —           | 65           | 3            |                                                 |
| Festival (met Diquenza, Dopebwoy en Henkie T)                                                | 26 april 2024                                 | —                                                 | —          | —          | tip6        | —           | 16           | 29           |                                                 |
| Topless (met Jonna Fraser)                                                                   | 30 augustus 2024                              | —                                                 | —          | —          | —           | —           | 96           | 1            |                                                 |
| Colombiana (met DJ DYLVN en Dopebwoy)                                                        | 25 april 2025                                 | —                                                 | —          | —          | —           | —           | 95           | 1            |                                                 |
| Suffe Goon (met ADF Samski, Qlas en Ronnie Flex)                                             | 13 juni 2025                                  | —                                                 | —          | —          | tip8        | —           | 18           | 5            |                                                 |